# Musée de l'armée de Žižkov
Le musée de l'armée de Žižkov est un musée tchèque situé dans le quartier de Žižkov, à Prague. Il traite de l'histoire militaire et est hébergé dans des bâtiments construits en 1929.